# Close Up (film)
Close Up è un film del 1990 diretto dal regista iraniano Abbas Kiarostami.

## Trama
Hossein Ali Sabzian, un giovane disoccupato, riesce a introdursi presso una famiglia benestante, facendosi passare per il noto regista Moshen Makhmalbaf e millantando un progetto cinematografico per un film di cui quella famiglia dovrà essere protagonista. Quando l'inganno viene scoperto, Sabzian finisce in tribunale. Il regista Abbas Kiarostami chiede e ottiene dal giudice la possibilità di filmare il processo. Una delle telecamere viene fissata in close-up (primo piano) sul volto di Sabzian.
Nel corso delle udienze, Sabzian spiega i motivi che l'hanno spinto a compiere il suo gesto e rivela il suo amore incondizionato per il cinema e in particolare per il film Il ciclista, successo di Makhmalbaf che ha cambiato la sua vita. Convincendo il giudice di non aver agito in maniera malintenzionata e ottenendo la clemenza dei membri della famiglia, Sabzian viene prosciolto. Dopo il processo, il vero Moshen Makhmalbaf accompagna Sabzian con la sua motocicletta presso la casa della famiglia che aveva ingannato, per una definitiva riconciliazione.

## Produzione

### Regia
Il film è tratto da una storia di cronaca vera e i protagonisti del film sono le persone direttamente coinvolte nei fatti.
Quando fu reso noto l'episodio, Kiarostami stava girando un altro film, Pocket Money, ma l'evento lo colpì tanto da lasciarlo addirittura sveglio per due notti. Il regista iraniano riuscì comunque a convincere la produzione a bloccare le riprese per immergersi in questo nuovo progetto. Le riprese per il nuovo film durarono solo 40 giorni e il budget speso fu ridottissimo (come si può intuire anche dalla scarsa filigrana delle riprese in tribunale).

## Accoglienza

### Critica
Film particolarmente apprezzato dal regista italiano Nanni Moretti, che ha distribuito la pellicola nel suo Nuovo Sacher e alla quale ha dedicato un cortometraggio promozionale dalle tinte autoironiche intitolato Il giorno della prima di Close Up. Moretti ha definito il film di Kiarostami "Una riflessione sul potere del cinema".
In un tributo a New York tenutosi dopo la morte del regista iraniano, Martin Scorsese ha paragonato Close up, per purezza e verità, ai film del neorealismo italiano come Paisà e Sciuscià. 
Su Quinlan, Giampiero Raganelli sottolinea la portata culturale del film: "Sembra difficile immaginare che anche con la sharia, la legge islamica in vigore in Iran, si possa dare tanto credito a un reato irrisorio come quello di cui si è macchiato Sabzian. La frode, dal punto di vista pecuniario, è consistita solo nei soldi di una corsa di taxi. Quello che interessa a Kiarostami è ovviamente il millantare dell’uomo, la sua suggestione. Il processo sembra un momento infantile come quelli che il regista coglie quando riprende l’infanzia"
Nel 2012 è stato incluso dal British Film Institute tra i migliori 100 film della storia del cinema alla 42ª posizione.

## Curiosità
All'inizio del film si cita tra i grandi giornalisti internazionali Oriana Fallaci.
Il titolo del film nella sua distribuzione internazionale contiene un trattino tra le parole Close e up, a differenza della distribuzione italiana.